# Parvicardium trapezium
Parvicardium trapezium is een tweekleppigensoort uit de familie van de Cardiidae. De wetenschappelijke naam van de soort is voor het eerst geldig gepubliceerd in 1996 door Cecalupo & Quadri.